# Eriovixia poonaensis
Eriovixia poonaensis là một loài nhện trong họ Araneidae.
Loài này thuộc chi Eriovixia. Eriovixia poonaensis được miêu tả năm 1981 bởi Benoy Krishna Tikader & Bal.